# 双葉小太郎
双葉 小太郎（ふたば こたろう、2002年1月23日 - ）は、5人組男性アイドルグループEtoneigeのメンバーである。2023年までは同事務所のアイドルグループ9bicのメンバーとして活動していた。
株式会社WAIWAI所属。静岡県出身。

## 人物
趣味：ヲタクをすること。
特技：テニス。

## 出演

### テレビ番組
- 猫のひたいほどワイド（2023年4月 - 2024年3月、テレビ神奈川） - 猫の手も借り隊　木曜グリーン[2]